# Optima packaging group
Die OPTIMA packaging group GmbH ist eine internationale Unternehmensgruppe mit Hauptsitz in Schwäbisch Hall und Hersteller von Abfüll- und Verpackungsmaschinen.
Die Optima beschäftigt weltweit rund 3.400 Mitarbeiter (Stand 2025). Über 85 % der Maschinen und Anlagen werden ins Ausland verkauft. Der konsolidierte Umsatz belief sich im Jahr 2024 auf über 800 Millionen Euro.

## Geschichte
Gegründet wurde das Unternehmen als Optima-Maschinenfabrik am 15. September 1922 durch den Kaufmann Otto Bühler und den Mechanikermeister Gottlob Beutelspacher als Offene Handelsgesellschaft. Beutelspacher schied Anfang 1936 aus der Gesellschaft aus, woraufhin Bühler sie als Einzelfirma weiterführte. 1937 wurde ein Erweiterungsbau für das Fabrikgebäude an der alten Reifensteige genehmigt. Abfüllwaagen für Lebensmittel und andere Produkte etwa der Branchen Pharma, Chemie und Kosmetik waren der Anfang vor dem Zweiten Weltkrieg. In den 1930er Jahren erfolgten erste Exporte nach West- und Osteuropa. In den letzten Kriegsmonaten wurden 1945 große Teile des Unternehmens zerstört. Der Sohn des Unternehmensgründers, Max Bühler, begann nach Kriegsende mit dem Wiederaufbau. 1950 folgte eine Erweiterung des Programms durch Verpackungsmaschinen.
1970 entwickelte das Unternehmen seine erste Verpackungsmaschine für Hygieneprodukte. Hans Bühler, Sohn von Max Bühler und einer der heutigen Geschäftsführer, stieg 1980 in das Unternehmen ein. 1984 wurde das US-amerikanische Tochterunternehmen Optima Machinery Corporation in Green Bay, Wisconsin gegründet. 1992 erfolgte die Übernahme der INOVA Pac-Systeme GmbH, 1995 die Gründung von Optima Japan Co. Ltd. und 1997 von Optima Brasilien.
1998 übernahm Optima die Firma Julius Kugler Co. & GmbH mit Füll- und Verschließmaschinen für die pharmazeutische und kosmetische Industrie, 1999 Amotek in Italien. 2000 wurde die packaging group GmbH gegründet, im Jahr darauf eine Tochtergesellschaft in Mexiko und die Medicon GmbH & Co. KG. 2002 kam eine Niederlassung in Großbritannien hinzu.
2005 erhielt Hans Bühler die Wirtschaftsmedaille des Landes Baden-Württemberg. 2007 erfolgte die Gründung der Optima Group Pharma (Schwäbisch Hall, Deutschland) als Zusammenschluss der Marken Inova, Klee und Kugler (Geschäftsbereich Pharma). 2008 wurde die Niederlassung Optima Packaging Machines in Shanghai, China gegründet. 2011 übernahm Optima das Unternehmen Metall + Plastic in Radolfzell, das Isolatoren und Dekontaminationssysteme für pharmazeutische Produkte fertigt. Metall+Plastic GmbH wurde 2023 umfirmiert in OPTIMA pharma containment GmbH.
2012 wurde die Marke Doyen Medipharm gekauft und mit Medicon in der OPTIMA life science GmbH vereint. Des Weiteren wurden die Firmen S.F.Vision, Kugler, Stern und ein Bereich der Optima filling and packaging machines GmbH in der OPTIMA consumer GmbH zusammengefasst. Hierfür entstand ein neues Verwaltungsgebäude mit 4.000 m² Fläche, das 2013 bezogen wurde. Es erfolgte eine Umbenennung der OPTIMA filling and packaging machines GmbH in die OPTIMA nonwovens GmbH.
Optima war mit Stand 2010 Weltmarktführer bei Maschinen für die Verpackung von Windeln und Damenhygieneprodukten in Folienbeuteln, bei Portionspackungen wie Pads oder Kapseln für Kaffee und Tee und bei Funktionsverschlüssen für Lebensmittel mit jeweils einem Weltmarktanteil zwischen 60 % und 80 %.

## Geschäftsbereiche
- Optima Pharma: Pharmazeutische Abfüllanlagen, Verschließanlagen, Gefriertrocknungsanlagen, Isolatoren- und Containment-Technologie für Vials, Ampullen und Spritzen für die pharmazeutische Industrie.
- Optima Life Science: Produktions- und Verpackungslinien für medizinische Produkte wie Wundverbände, geschäumte Wundauflagen und Diagnostikprodukte sowie für pharmazeutische Produkte wie Transdermalpflaster
- Optima Nonwovens: modular aufgebaute Verpackungsanlagen für Papierhygieneprodukte, Verpackungsanlagen für Wet Wipes in Kunststoffboxen und Folienbeutel
- Optima Consumer: Verpackungsmaschinen und Anlagen für die Lebensmittel- und die chemische Industrie, Produktions- und Verpackungslinien für Kaffee- und Teeportionspackungen sowie Herstell- und Verpackungsmaschinen für Verbundstoff-Weichdosen, Verpackungsanlagen für die Kosmetikindustrie, Maschinen für Papierhygiene- und häusliche Pflegeprodukte sowie Lebensmittel